# ۱۱۹۷ (قمری)
۱۱۹۷ (قمری)، هزار و صد و نود و هفتمین سال در گاهشماری هجری قمری است. اول محرم این سال برابر با هفتم دسامبر سال ۱۷۸۲ میلادی است.

## زادگان
- وصال شیرازی شاعر و ادیب شیرازی